# فومي نيكايدو
فومي نيكايدو (باليابانية: 二階堂 ふみ) (من مواليد 21 سبتمبر 1994) هي ممثلة وعارضة أزياء يابانية.

## مسيرتها المهنية
بدأت نيكايدو عملها كعارضة أزياء في ناها، أوكيناوا، وظهرت لأول مرة في فيلمها عام 2009 في فيلم زيت الضفدع، من إخراج كوجي ياكوشو. حصلت هي وشوتا سوميتاني على جائزة مارسيلو ماستروياني لأفضل ممثل وممثلة شابة عن عملهما في فيلم هيميزو للمخرج شيون سونو في مهرجان البندقية السينمائي الدولي الثامن والستين في عام 2011. في عام 2014، تم تقديمها في مجلة فارايتي باعتبارها "النجمة العالمية التي يجب أن تعرفها" ومنحها مهرجان نيويورك السينمائي الآسيوي لقب "النجمة الصاعدة الدولية".